# شورای اسلامی شهر کرمانشاه
شورای اسلامی شهر کرمانشاه، شورایی مرکب از ۱۱ نفر است که با رأی مردم شهر کرمانشاه، برای تصمیم‌گیری در حوزه امور مربوط به شهرداری کرمانشاه انتخاب می‌شوند.
ساختمان شورای شهر کرمانشاه در بلوار بنت‌الهدی در کرمانشاه واقع شده‌است.
شورای شهر کرمانشاه دارای ۱۵ کمیسیون املاک، برنامه‌ریزی، اقتصادی، حقوقی، فرهنگی و اجتماعی، عمران، خدمات شهری، شهرسازی، ورزش، ایثارگران، محیط زیست، بهداشت، آموزش، تحقیق و تفحص امنیت و مشارکت مردمی رفاهی است. ۶ کمیسیون اخیر در آبان ۱۳۹۲ به کمیسیون‌های شورای شهر کرمانشاه افزوده شدند.

## ساختمان شورای شهر

ساختمان شورای اسلامی شهر کرمانشاه

در زمان تأسیس شورای اسلامی شهر کرمانشاه در سال ۱۳۷۷ جلسات شورا در تالار غدیر در مکان باغ شهرداری کرمانشاه تشکیل می‌شد. پس از آن ساختمان مستقلی در سبزه‌میدان کرمانشاه برای تشکیل جلسات شورای اسلامی شهر اختصاص یافت. چند سال بعد نیز ساختمان دیگری در بلوار بنت‌الهدی برای استقرار و تشکیل جلسات شورای اسلامی شهر کرمانشاه ساخته‌شد.

## اعضای کنونی
اعضای کنونی شورای اسلامی شهر کرمانشاه که در دورهٔ ششم انتخابات شوراهای اسلامی شهر و روستا انتخاب شده‌اند به شرح زیر هستند:
| ردیف | نام                    | ائتلاف | حزب | سمت                                                   |
| ---- | ---------------------- | ------ | --- | ----------------------------------------------------- |
| ۱    | کامران ملکی            |        |     | نمایندۀ شورای شهر در شورای شهرستان کرمانشاه           |
| ۲    | سید احسان احسانی       |        |     | نایب رئیس شورا                                        |
| ۳    | سید پیمان موسوی        |        |     | منشی دوم نمایندۀ شورای شهر در شورای شهرستان کرمانشاه  |
| ۴    | احسان حیدریان          |        |     | سخنگوی شورا                                           |
| ۵    | سید حجت‌الله موسوی اجاق |        |     | نمایندۀ شورای شهر در شورای شهرستان کرمانشاه           |
| ۶    | رسول آزادی             |        |     | نمایندۀ شورای شهر در شورای شهرستان کرمانشاه           |
| ۷    | هاشم درویشی            |        |     | رئیس شورا نمایندۀ شورای شهر در شورای شهرستان کرمانشاه |
| ۸    | سالار احمدزاده         |        |     | نمایندۀ شورای شهر در شورای شهرستان کرمانشاه           |
| ۹    | پوریا فخری             |        |     | نمایندۀ شورای شهر در شورای شهرستان کرمانشاه           |
| ۱۰   | سید میثم موسوی اجاق    |        |     | منشی اول                                              |
| ۱۱   | خسرو زرافشانی          |        |     | رییس شورا                                             |

دو تن از برگزیدگان انتخابات ششمین دورۀ شورای اسلامی شهر کرمانشاه به نام‌های سید حجت‌الله موسوی اجاق و سید پیمان موسوی پس از کسب رأی لازم برای ورود به شورا، ابتدا توسط وزارت کشور رد صلاحیت شده و از شورا کنار گذاشته شدند و سپس در مهر ۱۴۰۰ با حکم دیوان عدالت اداری کشور موقتاً اجازۀ شرکت در جلسات را پیدا کردند.
همچنین خسرو زرافشانی، علی فتاحی طهنه، حیدر حیدری، طیب حیدری، شهریار نعمت، فردین امیری و هوشنگ عندلیب نیز به عنوان هفت عضو علی‌البدل این دوره از شورای اسلامی شهر کرمانشاه انتخاب شده‌اند.

## دورهٔ ششم
پس از برگزاری انتخابات ششمین دورۀ انتخابات شوراهای شهر و روستا در خرداد ۱۴۰۰، اعضای شورای شهر کرمانشاه نیز مشخص شدند.
اما وزارت کشور پس از تأييد این انتخابات، اعلام کرد که تعدادی از منتخبین را رد صلاحيت كرده‌است كه نام سید حجت موسوی و سید پیمان موسوی دو تن از متخبان شورای اسلامی شهر کرمانشاه نیز در میان این ردصلاحيت‌شدگان بود. با خروج این دو نفر از اعضای شورا، دو نفر از اعضای علی‌البدل وارد شورا خواهند شد.

این در حالی است که مراسم تحلیف اعضای دورهٔ ششم شورای شهر کرمانشاه در ۲۴ مرداد ۱۴۰۰ با ۱۰ روز تأخیر نسبت به شوراهای دیگر کشور برگزار شد.
 در این میان شورای ششم به دو جناح تقسیم شده و هریک از این دو جناح فرد مشخصی را به عنوان رئیس شورا معرفی کرده‌است. رئیس پیشنهادی یکی از دو جناح خسرو زرافشانی است که در فهرست علی‌البدل در جایگاه اول قرار دارد و ورود او به جمع اعضای اصلی شورا نیازمند اعلام قطعی رد صلاحیت دو تن از اعضای شورا توسط وزارت کشور است. به همین دلیل اعضای جناح زرافشانی، یعنی هاشم درویشی، کامبیز غلامی، میثم موسوی اجاق و سید احسان احسانی از طریق غیبت در جلسات، مانع از رسمی شدن آن شده و تلاش می‌کنند تا جلوی برگزاری انتخابات هیئت رئیسه را قبل از ورود خسرو زرافشانی به جمع اعضای اصلی بگیرند. به همین دلیل با وجود برگزاری چهار جلسه، به دلیل حاضر نشدن اعضا، انتخابات هیئت رئیسهٔ شورا هنوز برگزار نشده و شورای ششم هنوز کار خود را عملاً آغاز نکرده‌است.

روز ۲ شهریور و پس از برگزاری دو جلسهٔ ناموفق، فرماندار کرمانشاه اعلام کرد که هیئت حل اختلاف استان کرمانشاه می‌باید در رابطه با این مسئله ورود کند. هیئت حل اختلاف استان کرمانشاه نیز در روز ۷ شهریور تشکیل جلسه داد و به شورای اسلامی شهر ۴۸ ساعت مهلت داد که سرپرست شهرداری کرمانشاه را تعیین کند. به دنبال این اولتیماتوم در جلسۀ ۹ شهریور بالاخره هر ۹ عضو شورا حاضر شدند، اما نه دربارۀ انتخاب هیئت رئیسه و نه تعیین سرپرست شهرداری توافقی به دست نیامد. روز ۱۰ شهریور دومین جلسۀ هیأت حل اختلاف استان کرمانشاه تشکیل شد و دو نفر از اعضای شورا را به دلیل ارتکاب تخلف بر اساس بند ۵ مادۀ ۹۲ قانون شوراها به مدت سه ماه سلب عضویت کرد و همچنین همۀ اعضای شورای شهر نیز مطابق بند ۳ همین ماده به مدت یک سال از دریافت یک سوم حقوق خود محروم شدند. با این وجود جلسۀ شورای شهر کرمانشاه در عصر روز ۳۰ شهریور به دعوت فرماندار کرمانشاه و با حضور استاندار، دادستان و معاون عمرانی استانداری کرمانشاه با حضور هر ۹ عضو برگزار شد و در شرایطی که هیئت رئیسۀ شورا هنوز تشکیل نشده‌بود، امیر رحیمی به عنوان سرپرست شهرداری کرمانشاه انتخاب شد و انتخاب شهردار نیز به بعد از تعیین تکلیف دو عضو ردصلاحیت‌شده موکول شد. در ۱۷ مهر ۱۴۰۰ فرماندار کرمانشاه اعلام کرد که دیوان عدالت اداری موقتاً ابطال آرای سیدحجت‌الله موسوی اجاق و پیمان موسوی دو عضو ردصلاحیت‌شدۀ شورای شهر کرمانشاه را متوقف کرده و حکم به بازگشت آن‌ها داده‌است و بنابراین از اعضای علی‌البدل برای حضور در جلسات شورا دعوت نخواهدشد و هر ۱۱ عضو شورا لازم است که در جلسۀ آینده حضور داشته‌باشند. دز جلسۀ بعد که در ظهر روز ۱۹ مهر برگزار شد برای اولین بار هر ۱۱ عضو شورای شهر حاضر شده و سیدحجت‌الله موسوی اجاق و پیمان موسوی دو عضو سابقاً ردصلاحیت‌شدۀ شورا نیز تحلیف شدند. در این جلسه پس از گذشت ۶۸ روز از آغاز رسمی فعالیت شوراهای شهر در سراسر کشور بالاخره انتخابات هیئت رئیسه نیز برگزار شد و رسول آزادی، کامبیز غلامی، سالار احمدزاده، پوریا فخری و احسان حیدریان به ترتیب به عنوان رئیس، نایب رئیس، منشی اول، منشی دوم و سخنگوی شورا انتخاب شدند. با این وجود جلسۀ روز ۲۷ مهر که قرار بود برای انتخاب شهردار تشکیل شود به دلیل غیبت موجه ۳ نفر و غیبت ناموجه یکی از اعضای شورا به حد نصاب نرسید و تشکیل نشد. در جلسۀ روز ۶ آبان فرمانداری کرمانشاه که فرماندار و هر ۱۱ عضو شورا در آن حضور پیدا کردند، اعضای شورا در کمسیون‌های مادۀ ۱۰۰، مادۀ ۷۷، بند ۲۰ مادۀ ۵۵، مادۀ ۳۷، کمیسیون گسترش فضای سبز، نمایندگان شورا در کمیتۀ کار و کمیسیون دارایی مشخص و دو نمایندۀ شورای شهر در شورای شهرستان کرمانشاه انتخاب شدند.
انتخابات هیات رئیسۀ سال دوم ششمین دورۀ شورای شهر کرمانشاه نیز در جلسۀ فوق‌العادۀ روز ۲۹ مرداد ۱۴۰۱ برگزار شد که طی آن پوریا فخری، سیداحسان احسانی، کامبیز غلامی، سیدمیثم موسوی و احسان حیدریان به ترتیب به عنوان رئیس، نایب رئیس، منشی اول، منشی دوم و سخنگوی شورای شهر کرمانشاه انتخاب شدند.
در ۱۱ بهمن ۱۴۰۱ سرپرست فرمانداری شهرستان کرمانشاه اعلام کرد که جلسات شورای شهر کرمانشاه از ابتدای دی‌ماه ۱۴۰۱ به دلیل غیبت مداوم اعضاء به حد نصاب نرسیده و برگزار نشده‌است. در تمام این مدت هیچ خبر رسمی مبنی بر تعطیلی جلسات شورا در رسانه‌ها منتشر نشد. در ۱۱ بهمن سرپرست فرمانداری خوهان برگزاری جلسۀ فوق‌العادۀ شورا در روز ۱۳ بهمن ۱۴۰۱ با حضور همۀ‌اعضا و نمایندۀ فرمانداری به منظور تصویب تعرفۀ عوارض و بودجۀ شهرداری برای سال آینده شد.
در ۱۸ تیر ۱۴۰۲ پوریا فخری رییس شورای شهر کرمانشاه از سلب عضویت کامبیز غلامی عضو شورای شهر کرمانشاه و منشی اول شورا به دلیل محکوم شناخته شدن وی در یک پروندۀ قضایی خبر داد و گفت خسرو زرافشانی به عنوان نفر اول اعضاء علی‌البدل شورا جایگزین وی می‌شود و مراسم تحلیف وی در روز ۱۹ تیر برگزار خواهد شد. وی دربارۀ جُرم ارتکابی کامبیز غلامی توضیحی نداد، اما این برکناری را پیرو نامۀ ابلاغی فرمانداری کرمانشاه عنوان کرد.
در جلسۀ ۹ بهمن ۱۴۰۲ استاندار کرمانشاه با اعضای شورای شهر کرمانشاه، استاندار به انتقاد از عملکرد شورای شهر پرداخت و گفت برخی از اعضای شورا تا ۲۰ جلسه هم غیبت دارند و پنجاه و سه چهار نفر از اعضای خانوادۀ اعضای شورای شهر در شهرداری استخدام شده‌اند و مسائل شهر به حال خود رها شده‌اند. استاندار به اعضای شورا مهلتی سه ماهه داد تا عملکرد شورا را بهبود ببخشند و وعده داد که در غیر این صورت پس از این مهلت پروندۀ شورای شهر کرمانشاه را به افکار عمومی تحویل خواهد داد.
از ۱۷ مرداد ۱۴۰۳ شورای شهر کرمانشاه به‌رغم فرارسیدن موعد برگزاری انتخابات سالانۀ هیئت رئیسه، به مدت بیش از یک ماه برگزار نشد. هاشم درویشی عضو شورای شهر کرمانشاه عدم حضور اعضای گروه اقلیت شورا را دلیل بروز این مشکل عنوان کرد که یا غیبت کرده‌اند و یا در مرخصی هستند. در ۲۱ شهریور اعلام شد که فرمانداری کرمانشاه به این موضوع ورود کرده‌است. در مهر ۱۴۰۳ فرماندار کرمانشاه اعلام کرد با توجه به عدم تشکیل جلسات شورای شهر کرمانشاه در بیش از یک ماه و عدم انتخاب هیأت رئیسۀ جدید تا تاریخ ۱۳ مرداد، پرونده تخلف اعضای شورای شهر کرمانشاه به هیات حل اختلاف استان ارسال شده‌است. به گفتۀ وی هیأت حل اختلاف استان در آذر ۱۴۰۲ پیشنهاد کرده شورای شهر کرمانشاه به دلیل عدم کارایی منحل شود. در آن زمان پروندۀ شورا به هیأت حل اختلاف مرکزی ارسال شده، اما هیأت مرکزی حل اختلاف پس از برگزاری چند جلسه فرصتی سه ماهه به اعضای شورای شهر کرمانشاه داده تا امور شورا را اصلاح کنند. اکنون با سپری شدن آن زمان، پیگیری انحلال شورا بار دیگر در دستور کار قرار گرفته است.
در نهایت در ۱۳ آذر ۱۴۰۳ نخستین جلسۀ شورای شهر کرمانشاه با حضور هر یازده عضو شورا با ۴ ماه تأخیر برگزار و طی انتخاباتی هیأت رئیسۀ جدید انتخاب شد. با این وجود اختلاف اکثریت و اقلیت شورا در جلسۀ بعد در ۱۹ آذر ۱۴۰۳ هم ادامه پیدا کرد و سه نفر از اعضای شورا (خسرو زرافشانی، حجت‌الله موسوی اجاق و کامران ملکی) با ترک جلسه آن را از رسمیت انداختند.

## دورۀ پنجم
انتخابات پنجمین دورۀ شورای شهر در ۲۹ اردیبهشت ۱۳۹۶ برگزار شد. در این دوره نیز نتایج انتخابات مورد اعتراض شدید برخی کاندیداها قرار گرفت و با بازشماری صندوق‌ها در فرمانداری کرمانشاه طی بیش از ۶ مرحله و در هر مرحله ۱۰ درصد از آرا، در رتبۀ ۲ کاندیدا جابه‌جایی صورت گرفت. این مسئله سبب شد تا پس از مرحلۀ پنجم کل آرا بازشماری شود. در نهایت نتایج نهایی انتخابات یک ماه پس از برگزاری آن اعلام شد. اعضای اصلی شورای اسلامی شهر کرمانشاه در این دوره ابراهیم مرادی، کامران ملکی، رسول آزادی، سیدپیمان موسوی، سیدحجت‌الله موسوی اجاق، طیب حیدری، سالار احمد‌زاده، سیداحسان احسانی، مازیار رضایی، غلامرضا امیری و سیدمیثم موسوی اجاق و اعضای علی‌البدل نیز حسن رحمانی، ماشاءالله حسینی، اردشیر زارعی، الهام اکبری، علی اسلام‌پناه، احسان حیدریان و جبار گوهری بودند.

## دورۀ چهارم
انتخابات چهارمین دورۀ شورای شهر در ۲۴ خرداد ۱۳۹۲ برگزار شد. انتخابات دورۀ چهار شورای شهر کرمانشاه با حواشی مختلفی همراه بود. پس از اعلام نتایج در غروب ۲۷ خرداد ۱۳۹۲ برخی از کاندیداها به نتایج اعتراض کردند. با بازشماری ۱۰ درصد و سپس کل آرا، تغییرات چشمگیری در نتایج آرا به وجود آمد و مجموعا ۷۵۷۴۵ رای جا به جا شد. با اعلام نتیجۀ بازشماری در ۶ تیر چند کاندیدا به نتایج جدید انتخابات معترض شده و خواستار ابطال انتخابات شدند.

## دورۀ سوم
انتخابات سومین دورۀ شورای شهر در ۲۴ آذر ۱۳۸۵ برگزار شد. در این انتخابات آرش رضایی، غلامرضا امیری، سید حجت‌الله موسوی اجاق وزمله، سید ناصر سیدآقایی، کیومرث محمدی، غلامرضا باقری، محمدنبی کمری يکدانگی، خسرو زرافشانی و سید احسان احسانی به عنوان ۹ عضو اصلی و رسول آزادی، کامران ملکی، ندا شیخیایی، مهدی محمدی و داریوش سلطانی به عنوان اعضای علی‌البدل انتخاب شدند.
اعضای شورای اسلامی شهر در ۱۲ اردیبهشت ۱۳۸۶ مجتبی یزدانی شهردار وقت را برکنار و حیدرعلی کرمی را برای مدت سه ماه به عنوان سرپرست شهرداری معرفی کردند. پس از چند بار عدم تشکیل جلسۀ شورا به دلیل غیبت اعضا، در ۱۹ اردیبهشت ۱۳۸۶ محمدحسن نجفی به عنوان شهردار کرمانشاه معرفی شد. با این وجود به دلیل مخالفت مسئولان استانداری ابلاغیۀ نجفی صادر نشد و وی در ۲۰ خرداد انصراف خود را اعلام کرد. نجفی پس از مدتی دخالت غیرقانونی استاندار وقت مجید غفوری روزبهانی و عدم پشتیبانی اعضای شورا را علت انصراف خود عنوان کرد. در شرایطی که کرمانشاه ۶۵ روز بدون شهردار اداره می‌شد، در جلسۀ ۲۰ تیر ۱۳۸۶ پژمان پشمچی‌زاده با ۴ رأی به عنوان شهرداری کرمانشاه معرفی شد، اما پشمچی‌زاده نیز پس از ۱۰ روز انصراف خود را اعلام کرد و در جلسۀ ۳۱ تیر ۱۳۸۶ با انصراف وی موافقت شد. در شرایطی که فرصت سه ماهۀ انتخاب شهردار در حال اتمام و شورای شهر سوم در آستانۀ انحلال بود، در جلسۀ ۱ مرداد ۱۳۸۶ صادق قاسمی به عنوان سومین شهردار منتخب شورا با ۷ رأی موافق و ۲ رأی ممتنع معرفی شد، اما استاندار اعلام کرد که تاکنون حتی نام وی را نیز نشنیده و برای اتخاب وی مورد مشورت قرار نگرفته‌است و در نتیجه قاسمی نیز پس از ۱۴ روز انصراف داد. صد روز پس از آغاز به کار شورا در حالی که حتی انتخاب شهردار نیز صورت نگرفته بود، سیدناصر سیدآقایی از گروه اکثریت (زرافشانی، احسانی، باقری و کمری) جدا شد و به گروه اقلیت (امیری، اجاق، محمدی، رضایی) پیوست و جای اکثریت و اقلیت با هم تغییر کرد. نتیجۀ این تغییر معرفی مهرداد سالاری به عنوان شهردار بود، اما گروه اقلیت انتخاب او را غیرقانونی دانست و اختلاف در درون شورا تشدید شد. با بالا گرفتن اختلافات، فرماندار کرمانشاه انتخاب سالاری را به دلیل «ابهام شکلی» رد کرد و قرار شد جلسۀ رأی‌گیری دوباره برگزار شود. با این حال در شرایطی که کرمانشاه بیش از ۴ ماه بدون شهردار مانده بود، جلسۀ بعدی شورا هر بار به دلایل متفاوتی به تعویق می‌افتاد. نهایتاً اعضای شورا با برگزاری جلسه‌ای در ساعت ۲۱:۳۰ روز ۱۹ شهریور ۱۳۸۶ سالاری را با ۵ رأی موافق گروه اکثریت در مقابل ۴ رأی مخالف گروه اقلیت به عنوان شهردار معرفی کردند.
 اما حتی برگزاری این جلسه با حضور همۀ اعضا هم منجر به برطرف شدن اختلافات نشد. استاندار کرمانشاه با برگزاری جلسه‌ای برای ایجاد تفاهم میان اعضای شورا به موضوع وارد شد، اما سخنگوی شورا پس از برگزاری جلسه از حصول توافق ابراز ناامیدی کرد. در ۲ مهر شهردار چهارم نیز انصراف خود را اعلام کرد. پس از این انصراف، کیومرث محمدی از تهدید سالاری و وادار کردن او به استعفا خبر داد و غلامرضا باقری عامل انصراف او را رد صلاحیتش عنوان کرد. غلامرضا امیری نیز انحلال شورا را به نفع مردم دانست. نزدیک به ۱ ماه پس از استعفای سالاری اعضای شورا با غیرقانونی اعلام کردن آن در جلسات حاضر نمی‌شدند و حضور خود را منوط به اعلام دستور جلسه از طرف هیأت رئیسه کرده بودند. پس از آنکه ۶ جلسۀ متوالی شورا به دلیل غیبت چهار عضو شورا تشکیل نشد، رئیس شورا از فرمانداری خواست عضویت آنان را سلب کند و فرماندار نیز بر اساس مادۀ ۸۱ قانون شوراها از هیأت حل اختلاف خواست دربارۀ‌انحلال شورای شهر کرمانشاه تصمیم بگیرد. پس از بی‌توجهی‌های مکرر اعضای شورا، حجت‌الله دمیاد معاون سیاسی امنیتی وقت استانداری کرمانشاه با برگزاری جلسه‌ای با حضور همۀ اعضا، یک روز به اعضای شورا مهلت داد تا شهردار کرمانشاه را انتخاب کنند. در ۳۰ مهر ۱۳۸۶ اعضای شورا با ۵ رأی موافق گروه اکثریت و ۴ رأی مخالف گروه اقلیت آرش رضایی را که خود عضو شورا بود به عنوان شهردار معرفی کردند. اما چند روز بعد سخنگوی شورا اعلام کرد گروه اقلیت با شهردار شدن رضایی مخالف‌اند و استدلال می‌کنند که رضایی به دلیل عضویت در شورا ابلاغیه نخواهد گرفت. شورا از شورای عالی استان‌ها استعلام گرفت و در پاسخ اعلام شد که برای شهردار شدن نیازی به استعفای رضایی نیست، با این وجود گروه اقلیت اعلام کرد شورای عالی استان‌ها را مرجع قانونی استعلام نمی‌داند. در شرایطی که مدت قانونی سرپرست شهرداری نیز به پایان رسیده بود، اعضای اکثریت شورا در ۱۷ آبان ۱۳۸۶ بهمن مشتکوب را به عنوان سرپرست جدید شهرداری کرمانشاه معرفی کردند. سه روز بعد و در ۲۰ آبان ۱۳۸۶ رد صلاحیت آرش رضایی به‌صورت رسمی اعلام شد. در همان روز هیأت حل اختلاف استان به ریاست استاندار با تشکیل جلسه‌ای سه ساعته درخواست انحلال شورای شهر کرمانشاه را به هیأت مرکزی حل اختلاف استان ارسال کرد. اعلام انحلال قریب‌الوقوع شورا سبب شد اعضای شورا برای یک هفته در جلسات حاضر شوند، اما دیدگاه آن‌ها دربارۀ انحلال متفاوت بود؛ اکثریت تصمیم به انحلال شورا را غیرقانونی می‌دانست و اقلیت آن را قانونی عنوان می‌کرد. همچنین سیدناصر سیدآقایی رئیس شورای شهر کرمانشاه نیز استاندار وقت کرمانشاه را مقصر دانسته و بر نقش او در به استعفا کشاندن شهرداران پیشنهادی شورای شهر تأکید می‌کرد. نهایتاً در ۳۰ آبان ۱۳۸۶ هیأت مرکزی حل اختلاف به انحلال شورای اسلامی شهر کرمانشاه رأی داد و سومین شورای شهر کرمانشاه تنها پس از ۲۰۶ روز فعالیت حتی بدون انتخاب شهردار به کار خود پایان داد.

روز یکشنبه ۱۶ دی ۱۳۸۶ ساختمان شورای اسلامی شهر کرمانشاه واقع در سبزه‌میدان به دلیل استفادۀ اعضای شورا از ساختمان به رغم انحلال رسمی شورای اسلامی شهر، به دستور فرماندار کرمانشاه پلمپ شد. علت آن برگزاری جلسه‌ای توسط اعضای شورای منحل‌شده در روز ۱۳ دی بود که با استناد به حکم یکی از شعب دادگستری تهران برگزار شده‌بود و استانداری کرمانشاه آن را فاقد وجاهت قانونی دانسته‌بود.

## دورۀ اول
انتخابات نخستین دورۀ شورای شهر در ۹ اسفند ۱۳۷۷ برگزار شد. در کرمانشاه ۲۵۵ هزار نفر در انتخابات شرکت کردند. ۹ عضو اصلی شورای شهر کرمانشاه در این دوره عبارت بودند از سهیلا جهانبخشی کرمانشاهی، غلامرضا امیری، محمدجعفر قائم‌پناه، سید حجت‌الله موسوی وزمله اجاق، زهرا باباجانی، خسرو زرافشانی، محسن ملکی، سهراب دل‌انگیزان، یحیی اکبری. همچنین کیومرث احمدی، کیومرث محمدی، محمد برهمن، کیومرث امیری، ماشاالله حاصلی و مهدی نجف‌آبادی نیز به عنوان اعضای علی‌البدل انتخاب شدند.